# Coelosia bicornis
Coelosia bicornis är en tvåvingeart som beskrevs av Stackelberg 1946. Coelosia bicornis ingår i släktet Coelosia och familjen svampmyggor. Arten har ej påträffats i Sverige. Inga underarter finns listade i Catalogue of Life.